# Janis Carter
Janis Carter (nacida Janis Elinore Dremann, Cleveland, Ohio, 10 de octubre de 1913 – Durham, Carolina del Norte, 30 de julio de 1994) fue una actriz de cine y teatro estadounidense que actuó durante los años cuarenta y cincuenta. A mediados de la década de 1950, comenzó a trabajar regularmente en televisión, copresentando con Bud Collyer el concurso diurno de la NBC Feather Your Nest.

## Primeros años

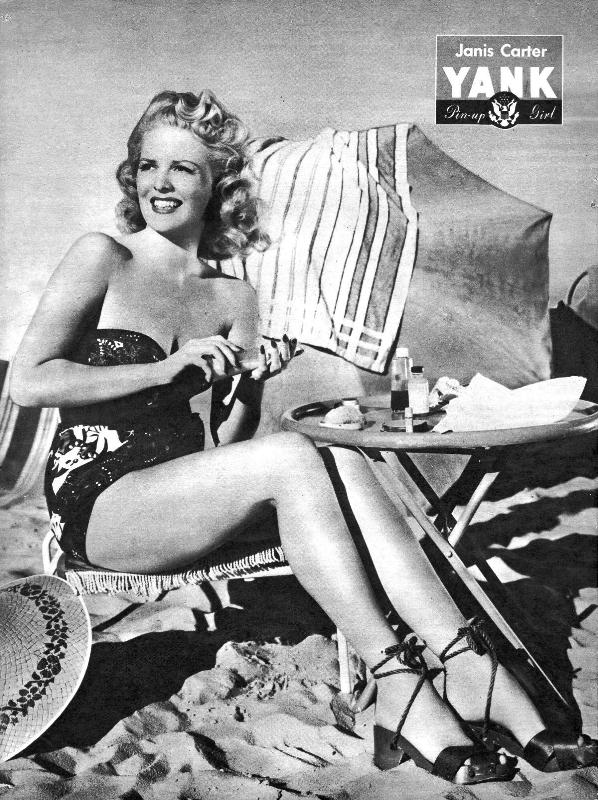
Foto pin-up de Carter para Yank, the Army Weekly en 1945

Carter nació como Janis Elinore Dremann en Cleveland, Ohio. Cuando comenzó su carrera profesional, Dremann cambió su apellido por el de Carter, ya que la gente tenía problemas para pronunciar y deletrear Dremann, por lo que eligió el nombre de soltera de su abuela como nuevo apellido.
Tras una formación inicial como pianista, Carter cambió al canto cuando tenía ocho años. Recibió educación primaria y secundaria en las escuelas de East Cleveland, Ohio. Posteriormente, asistió al Flora Stone Mather College de Cleveland, en la Universidad de la Reserva Occidental, y se graduó con dos títulos – licenciada en letras y licenciada en música. También participó en teatro en la universidad.

## Carrera

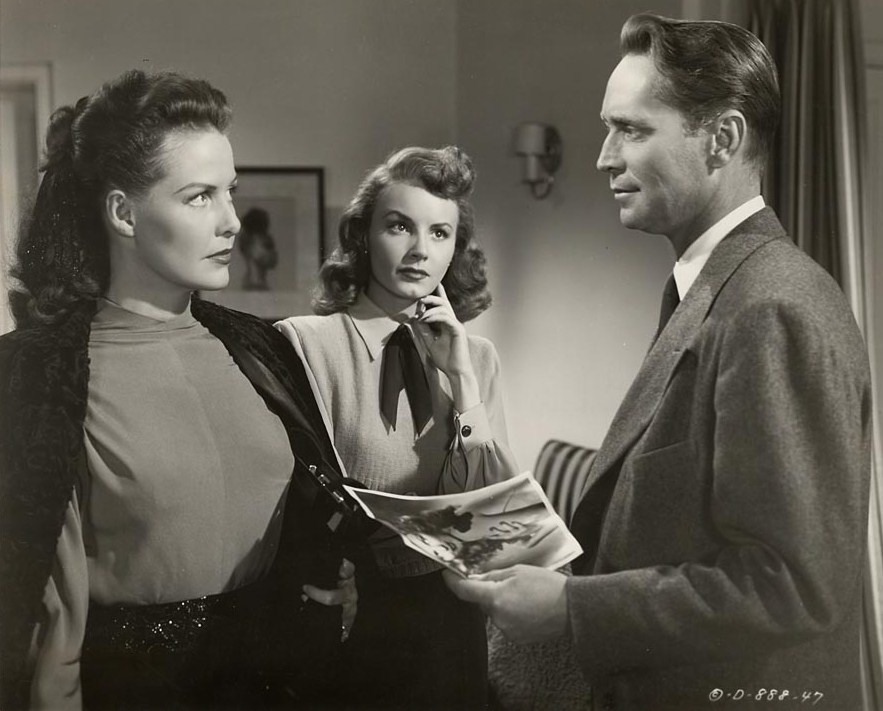
Carter (izquierda), Janet Blair y Franchot Tone en I Love Trouble (1948)

Tras graduarse en la universidad, Carter se dirigió a Nueva York en un intento de iniciar una carrera en la ópera. Aunque no lo consiguió, trabajó en Broadway, donde Darryl F. Zanuck se fijó en ella y la contrató para hacer películas. En Broadway actuó en Du Barry Was a Lady (1939), Virginia (1937), y Panama Hattie (1940).
Tras mudarse a Hollywood, apareció en más de 30 películas a partir de 1941 para 20th Century Fox, MGM, Columbia, y RKO. Apareció en las películas Night Editor (1946) y Framed (1947) con Glenn Ford, y Flying Leathernecks (1951) con John Wayne. Después de dejar Los Ángeles, Carter regresó a Nueva York y encontró trabajo en televisión en comedias y dramas y como presentadora del concurso Feather Your Nest junto a Bud Collyer. Su último papel fue en un episodio de enero de 1955 de The Elgin Hour.

## Vida personal y muerte
Carter se casó con Carl Prager, músico y compositor, en 1942, pero se divorciaron nueve años después. Se retiró de la actuación a principios de 1955, tras conocer al magnate de la madera y el transporte de Nueva York Julius Stulman; la pareja se casó en 1956. Carter murió en 1994, a los 80 años, de un ataque al corazón en Durham, Carolina del Norte.

## Filmografía parcial
| - Cadet Girl (1941) - Mary Moore - Secret Agent of Japan (1942) - Doris Poole - Who Is Hope Schuyler? (1942) - Vesta Hadden - I Married an Angel (1942) - Sufi - Just Off Broadway (1942) - Lillian Hubbard - Girl Trouble (1942) - Virginia - Thunder Birds (1942) - Blonde Red Cross Nurse Trainee - That Other Woman (1942) - Constance Powell - Lady of Burlesque (1943) - Janine - Swing Out the Blues (1943) - Dena Marshall - The Ghost That Walks Alone (1944) - Enid Turner - The Girl in the Case (a.k.a. The Silver Key) (1944) - Myra Warner - The Mark of the Whistler (a.k.a The Marked Man) (1944) - Patricia Henley - One Mysterious Night (1944) - Dorothy Anderson - The Missing Juror (1944) - Alice Hill - Together Again (1944) - Miss Thorn (sin acreditar) - The Power of the Whistler (1945) - Jean Lang - A Thousand and One Nights (1945) - Chica del harén (sin acreditar) - The Fighting Guardsman (1946) - Christine Roualt | - One Way to Love (1946) - Josie Hart - The Notorious Lone Wolf (1946) - Carla Winter - Night Editor (a.k.a. The Trespasser) (1946) - Jill Merrill - Framed (1947) - Paula Craig - I Love Trouble (1948) - Ligia Caprillo aka Jane Breeger aka Janie Joy - Her Wonderful Lie (1948) - Slightly French (1949) - Louisa Gayle - Addio Mimí! (1949) - Jeanette - Miss Grant Takes Richmond (1949) - Peggy Donato - I Married a Communist (a.k.a. The Woman on Pier 13) (1949) - Christine Norman - And Baby Makes Three (1950) - Wanda York - A Woman of Distinction (1950) - Teddy Evans - The Woman on Pier 13 (1950) - Christine Norman - Santa Fe (1951) - Judith Chandler - My Forbidden Past (1951) - Corinne Lucas - Flying Leathernecks (1951) - Joan Kirby - The Half-Breed (1952) - Helen Dowling - The Sergeant and the Spy (1953) (en alemán) - Double Profile (1954) (en alemán) |